# Gastón Casas
Gastón Casas (La Plata, 10 de gener de 1978) és un exfutbolista professional argentí, que ocupava la posició de davanter.
Començà a destacar a l'CA Huracán, on marca 37 gols en 108 partits. Aquesta xifra cridà l'atenció del Reial Betis, que el va portar al futbol espanyol el 2001. Eixe any marca 11 gols en 24 partits, sent peça clau de l'ascens dels andalusos a la màxima categoria. A primera divisió, però, va patir una greu lesió, la temporada 2001-2002, amb fractura de peroné, i després d'això ja no es va recuperar totalment, i seria suplent, i posteriorment cedit al Racing Club.
El 2004 va jugar en un altre equip del seu país, l'Argentinos Juniors, i al mercat d'hivern de la temporada 2004-05 retornà a la competició espanyola, a les files del Recreativo de Huelva, de la Segona Divisió. La temporada 2005-06, marcà 14 gols amb els onubencs, que pujarien a la màxima categoria. El davanter, però, seguiria a la Segona Divisió jugant amb l'Elx CF, Cadis CF i Córdoba CF.
El 2008 va marxar a la competició de Grècia quan fitxà per l'Ionikos FC. El 2009 va recalar en un altre equip d'aquest país, el Larissa.